# Camp Hill (Pensilvania)
Camp Hill es un borough situado en el condado de Cumberland, Pensilvania, Estados Unidos. Tiene una población estimada, a mediados de 2022, de 8204 habitantes.

## Geografía
La localidad está ubicada en las coordenadas 40°14′32″N 76°55′39″O / 40.24222, -76.92750 (40.242192, -76.9274).

## Demografía
Según la estimación 2018-2022 de la Oficina del Censo, los ingresos medios de los hogares de la localidad son de $104,959 y los ingresos medios de las familias son de $128,259. Los ingresos medios en los últimos doce meses, medidos en dólares de 2022, son de $48,752. Alrededor del 4.9% de la población está por debajo de la línea de pobreza.